# Серадж, Махбуба
Махбуба Серадж (пушту/персидский: محبوبه سراج, род. 1948, Кабул) — афганская журналистка и активистка за права женщин.

## Ранняя жизнь и карьера
Серадж родилась в 1948 году в Кабуле, в королевской семье (она племянница короля Амануллы-хана), училась в средней школе Малалай, а затем в Кабульском университете.
В 1978 году Серадж и её муж были заключены Народно-демократической партией Афганистана в тюрьму и позже в том же году объявлены персонами нон грата. Она уехала в Соединённые Штаты, сначала в Нью-Йорк, и жила там в изгнании около 26 лет, прежде чем вернуться в Афганистан в 2003 году. После своего возвращения она стала соучредительницей ряда организаций по борьбе с коррупцией, защите прав женщин и детей. Прежде всего, как член некоммерческой Сети афганских женщин, она посвятила себя защите здоровья детей, борьбе с коррупцией и расширению прав и возможностей пострадавших от домашнего насилия. Она создательница и диктор радиопрограммы для женщин, которая называется «Наш любимый Афганистан от Махбубы Сераджи», которая транслировалась по всему Афганистану. Она также выступала за участие женщин в политическом дискурсе в рамках Национального плана действий, поощряемого ООН.
Когда в августе 2021 года к власти вернулись талибы, Серадж отказалась бежать из страны, решив остаться в Кабуле, чтобы продолжить работу с женщинами и детьми. В сентябре 2021 года она была включена в ' список 100 самых влиятельных людей мира Time 100. Также была признана одной из 100 женщин Би-би-си 2021 года.